# Ross Bekkering
Ross Bekkering (Taber (Alberta), 19 augustus 1987) is een
Canadees-Nederlands oud-basketballer. Bekkering speelde van 2010 tot en met 2016 in Nederland in de DBL. Zijn broer Henry Bekkering was ook actief als basketballer.

## Carrière
In 2010 begon Bekkerings professionele basketbalcarrière bij Zorg en Zekerheid Leiden. Met Leiden werd Bekkering in zijn eerste seizoen meteen landskampioen. Het jaar daarna speelde hij voor Matrixx Magixx uit Wijchen, samen met zijn broer Henry Bekkering. In 2012 keerde Ross terug bij Leiden, en ditmaal won hij weer het landskampioenschap. In de zomer van 2013 tekende hij bij GasTerra Flames. Na zijn eerste seizoen, waarin hij landskampioen werd en de NBB-Beker won, verlengde hij zijn contract met 1 jaar. Ook na zijn tweede seizoen verlengde hij zijn contract met nog een jaar. Na het seizoen 2015-16 stopte Bekkering met professioneel basketbal.
Bij de Olympische Spelen van 2020 in Tokio maakte Bekkering deel uit van het Nederlandse 3×3-basketbalteam. In de kwartfinale werd verloren van het Russische team.

## Erelijst
Nederland
- Landskampioen (4): 2011, 2013, 2014, 2016
- NBB Beker (2): 2014, 2015
- Supercup (2): 2012, 2014

Individuele prijzen:
- All-Star Team (2): 2013, 2016
- All-Star (4): 2011, 2013, 2014, 2016
- All-Defense Team (2): 2014, 2016
- DBL Statistical Player of the Year (1): 2016
- Lijstaanvoerder rebounds (1) 2016

## Statistieken
| Jaar                         | Team      | GS | MPW  | 2P%  | 3P%  | VW%  | RPW  | APW | SPW | BPW | PPW  |
| ---------------------------- | --------- | -- | ---- | ---- | ---- | ---- | ---- | --- | --- | --- | ---- |
| 2010–11                      | Leiden    | 48 | 24.1 | .568 | .267 | .693 | 5.5  | 0.9 | 0.6 | 0.6 | 11.1 |
| 2011–12                      | Wijchen   | 19 | 26.1 | .520 | .114 | .637 | 6.8  | 1.1 | 0.8 | 0.9 | 11.4 |
| 2012–13                      | Leiden    | 46 | 26.2 | .550 | .259 | .580 | 8.3  | 1.2 | 0.6 | 0.7 | 12.0 |
| 2013–14                      | Groningen | 35 | 22.8 | .622 | .364 | .586 | 5.9  | 1.5 | 1.0 | 0.4 | 8.8  |
| 2014–15                      | Groningen | 27 | 23.6 | .584 | .600 | .625 | 5.4  | 1.6 | 1.0 | 0.4 | 9.9  |
| 2015–16                      | Groningen | 28 | 29.7 | .619 | .500 | .650 | 10.5 | 2.5 | 1.2 | 1.0 | 13.4 |
| Laatste update: 20 apr. 2016 |           |    |      |      |      |      |      |     |     |     |      |

|  | Lijstaanvoerder competitie |